# Gelsa
Gelsa – gmina w Hiszpanii, w prowincji Saragossa, w Aragonii, o powierzchni 72,04 km². W 2011 roku gmina liczyła 1173 mieszkańców.